# Volkswagen Golf R32
Volkswagen Golf R32 - це топ-модель сімейства Volkswagen Golf, що виготовлялась з 2002 до 2008 роки.
Перше покоління було засноване на Golf IV і випускалося з 2002 по 2004 роки, друге покоління, було засноване на Golf V випускалося з 2005 по 2008 роки.
Двигун 3,2-літра VR6 отримали від представницького Volkswagen Phaeton. У першому покоління був з багатоточковим вприском і видавав 241 к.с., у другому поколінні двигун модернізували до потужності 250 к.с.
Попередником моделі можна вважати Volkswagen New Beetle RSi, який виготовлявся в період з 2000 до 2001 року.

## Golf IV R32

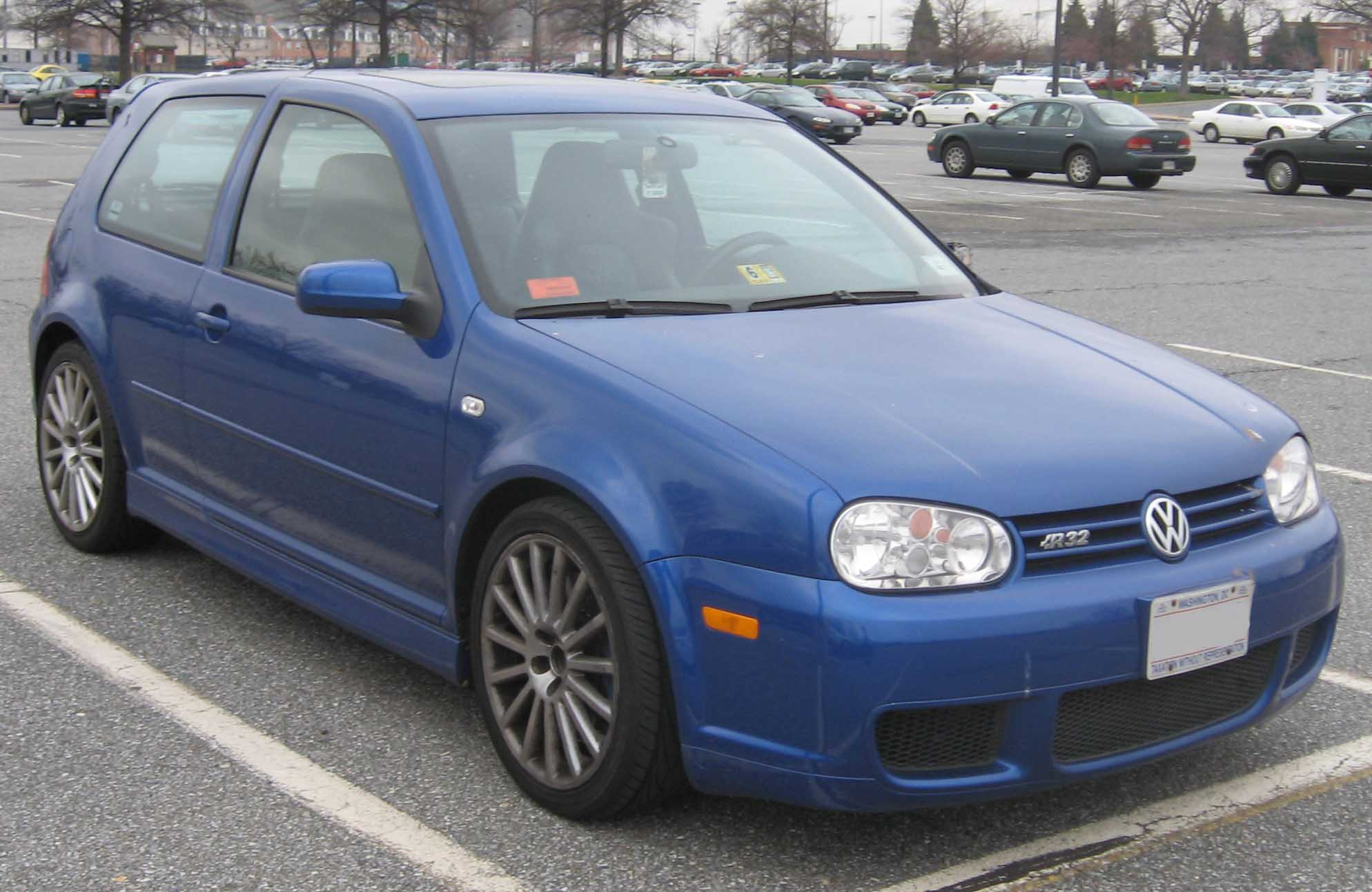
Volkswagen Golf IV R32 3дв.

Коли в 1997 році на конвеєрі Volkswagen стали випускати четверте покоління моделі Golf, керівництвом концерну було прийнято рішення розширити це сімейство, в якому вже були хетчбек і його «заряджена» версія GTI, а також універсал, за рахунок ще більш потужної і спортивної версії, якій було дано назву R32.
У 2002 році в Європі почалися продажі хетчбека Golf R32, оснащеного потужним 3.2 літровим бензиновим мотором VR6 BFH (241 к.с. і 320 Нм) і системою повного приводу 4MOTION. Цей автомобіль був розрахований на заможних покупців, які люблять справжній драйв, який не могла забезпечити версія GTI. Зовні автомобіль практично не відрізнявся від свого менш «зарядженого» побратима, але деякі відмітні ознаки все ж були. Від звичайних Гольфів того часу R32 відрізняла задня підвіска - багаторичажна замість напівзалежної конструкції.
У R32 було занижене, в порівнянні з GTI шасі, колісні диски радіусу 18", власний обвіс R32, у який входили передній, задній бампери, накладки на пороги та спойлер. Усередині відмінності теж були несуттєвими: тут стояли спортивні крісла König з інтегрованими активними підголівниками, на ручках дверей були накладки зі шліфованим алюмінієм, також ним прикрасили консоль. Версія R32 мала власні шкали панелі приладів зі спідометром, розміченим до 300 км/год. Але головним козирем R32 був потужний двигун, який працював в парі з модернізованою (з більш коротким ходом) 6-ступінчастою механічною коробкою передач, а згодом і з роботизованою КП з двома щепленнями DSG (у цій версії вперше для Golf з'явилися підрульові "пелюстки" перемикання КПП) і постійний повний привід з муфтою Haldex. Трьохдверка масою 1452 кг розганялася до сотні за 6,6 с, розвиваючи до 247 км/год.

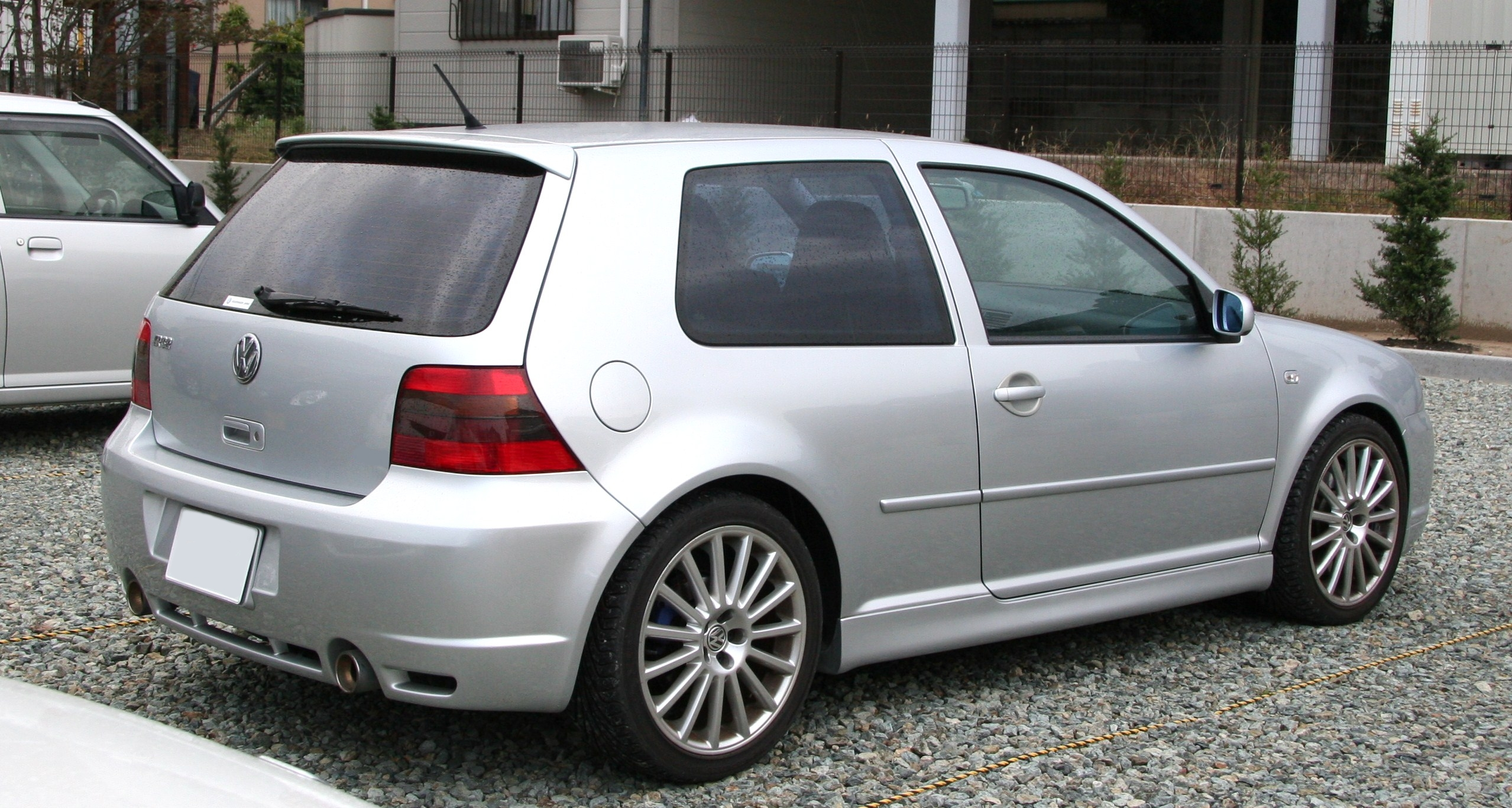
Volkswagen Golf IV R32
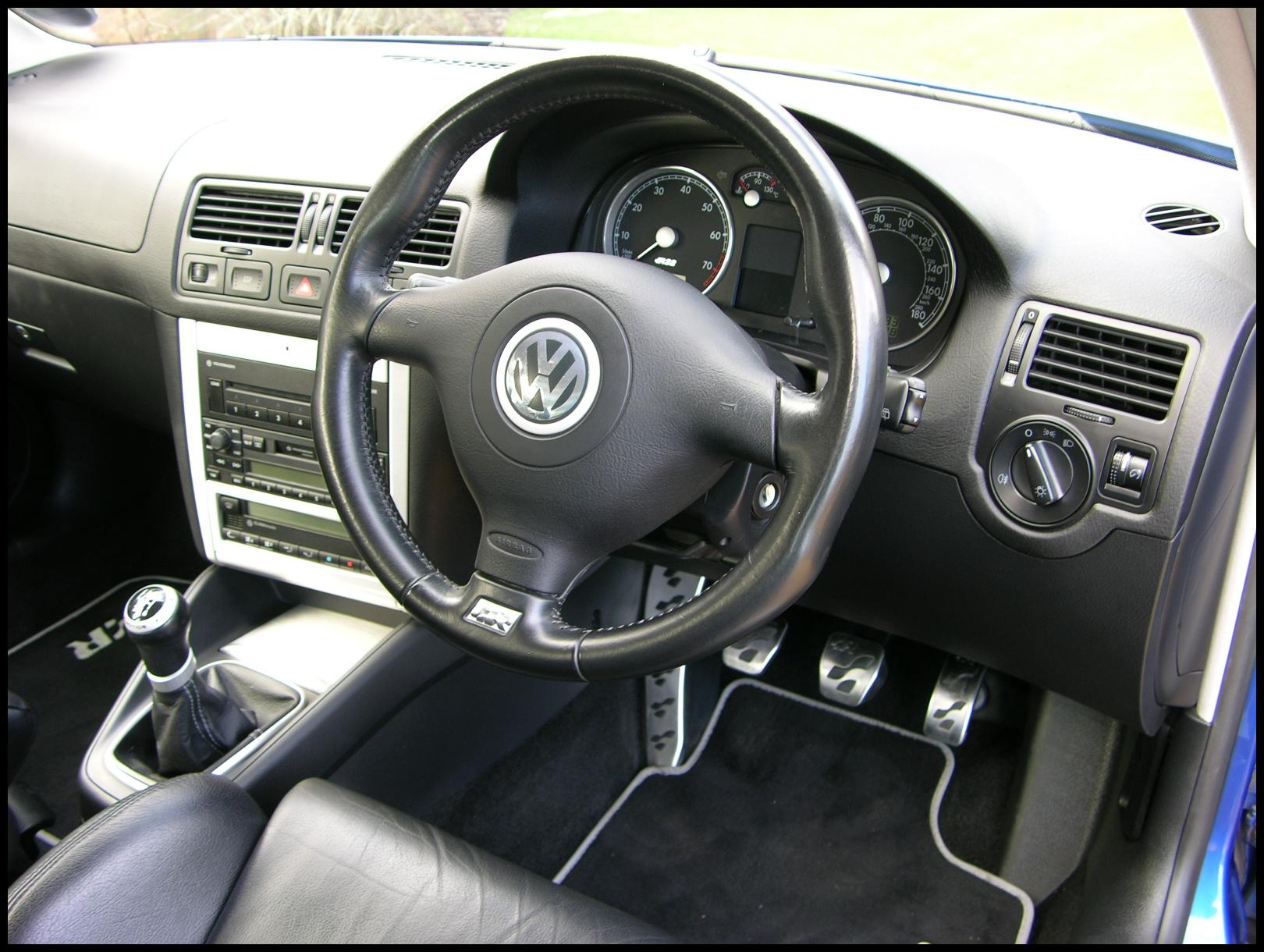
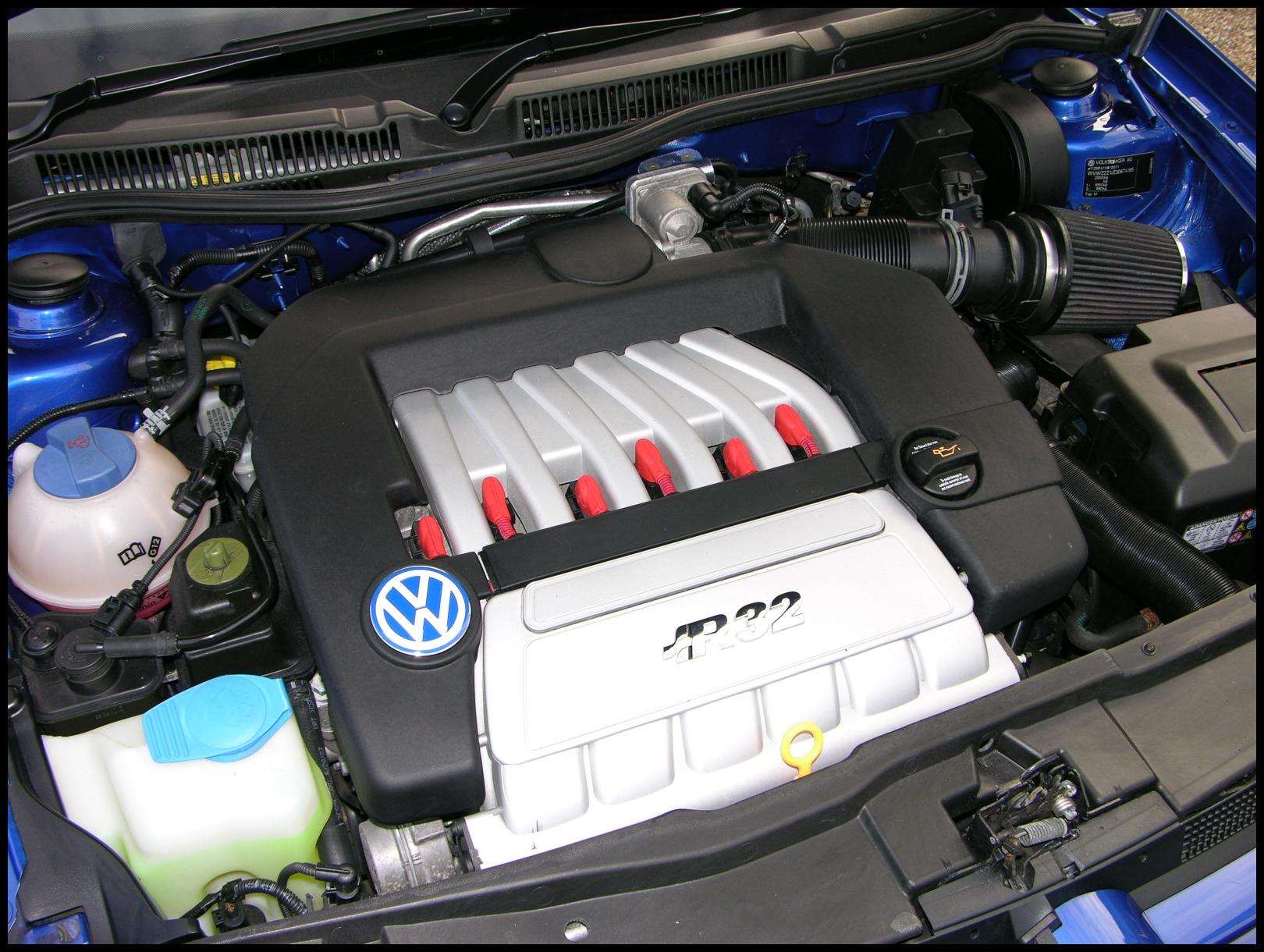
Двигун 3.2 V6

### Двигуни
- 3.2l BFH, BML VR6 241 к.с. 320 Нм

## Golf V R32

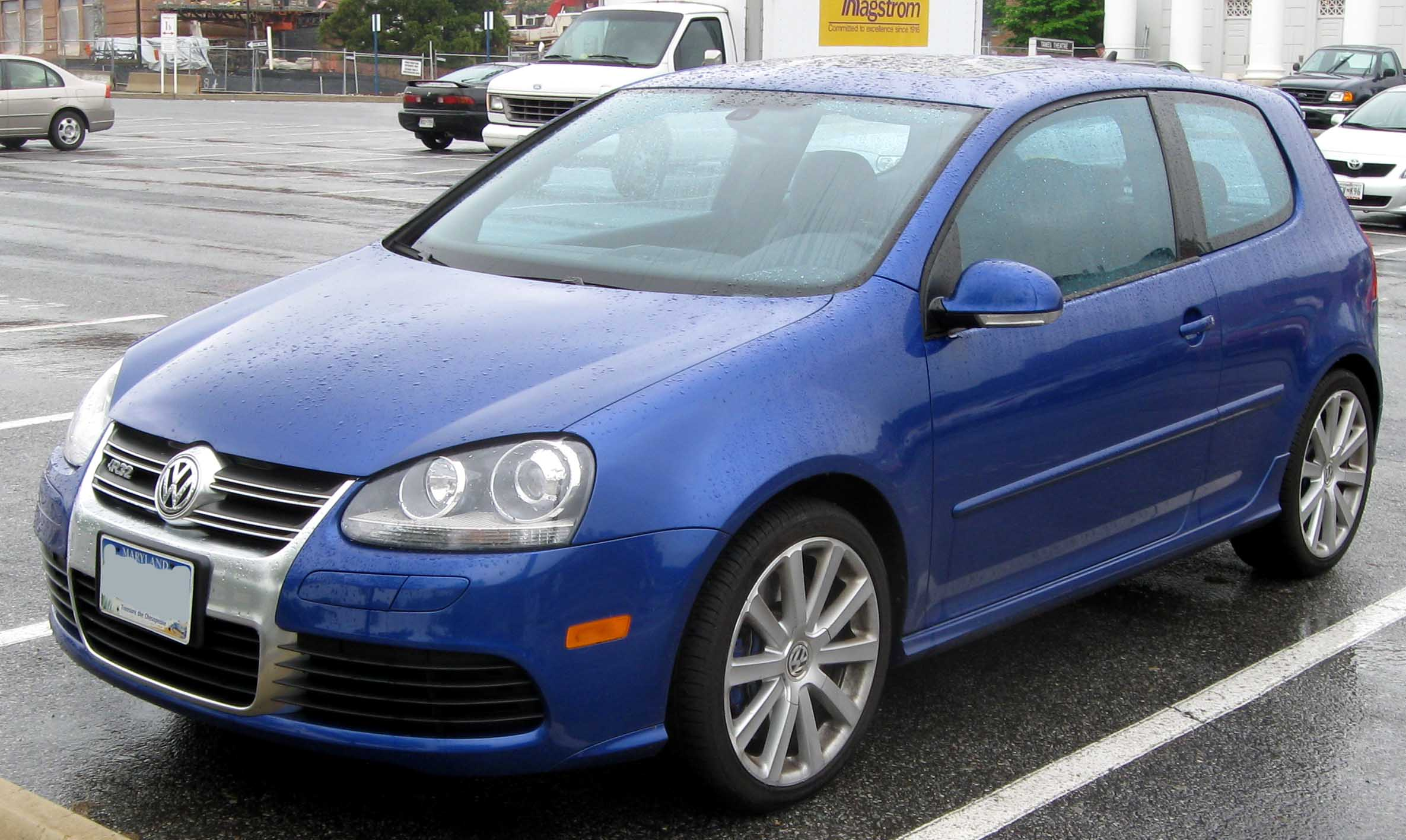
Volkswagen Golf V R32 3дв.

Повнопривідний Volkswagen Golf R32 другого покоління вивели на ринок у вересні 2005 року. Автомобіль був побудований на тій самій платформі, що і стандартний Golf 5, але шасі у нього було занижене, в зв'язку з чим висота кузова зменшилася на 20 мм, а довжина була збільшена на 42 мм. Були і відмінності в дизайні екстер'єру: у R32 стояв спортивний трисекційний бампер з зашореними горизонтальними «ребрами» повітрозабірниками.
В решітці радіатора з'явилися роздвоєні «леза», передні фари оснащувались роздільною біксеноновою оптикою, а задні стоп-сигнали - світлодіодами. Задній спойлер даху також був більшого розміру, ніж у GTI. Ще однією відмінністю були десятикінечні легкосплавні диски. Випускалася ця версія в двох кузовних модифікаціях (3 і 5 дверей). В інтер'єрі з'явилися кілька суттєвих новацій. Наприклад, в R32 встановили нові, зручніші передні крісла, які оснащувалися вираженою бічною і поперекової підтримкою.
Авто комплектувалось двигуном 3.2 л VR6 BUB, потужність якого становила 250 к.с. (320 Нм). Автомобіль постачався тільки в комплекті з повнопривідною трансмісією з муфтою Haldex і шестиступінчастою МКПП або трансмісією DSG. Розгін до сотні з МКПП займав 6,5 с, з DSG - 6,2 с.
На R32 почали використовувати чотирьохважільну задню підвіску, яка також встановлювалася на Touran, але зі спортивними налаштуваннями, що збільшили її жорсткість. Рульове нової R32 отримало електромеханічний підсилювач, що дозволило зробити керування автомобілем більш гострим і чуйним. Автомобіль також отримав спортивні гальма з збільшеними в порівнянні зі стандартними версіями гальмівними вентильованими дисками. Деякі власники Golf V R32 дорікали на неповороткість авто.

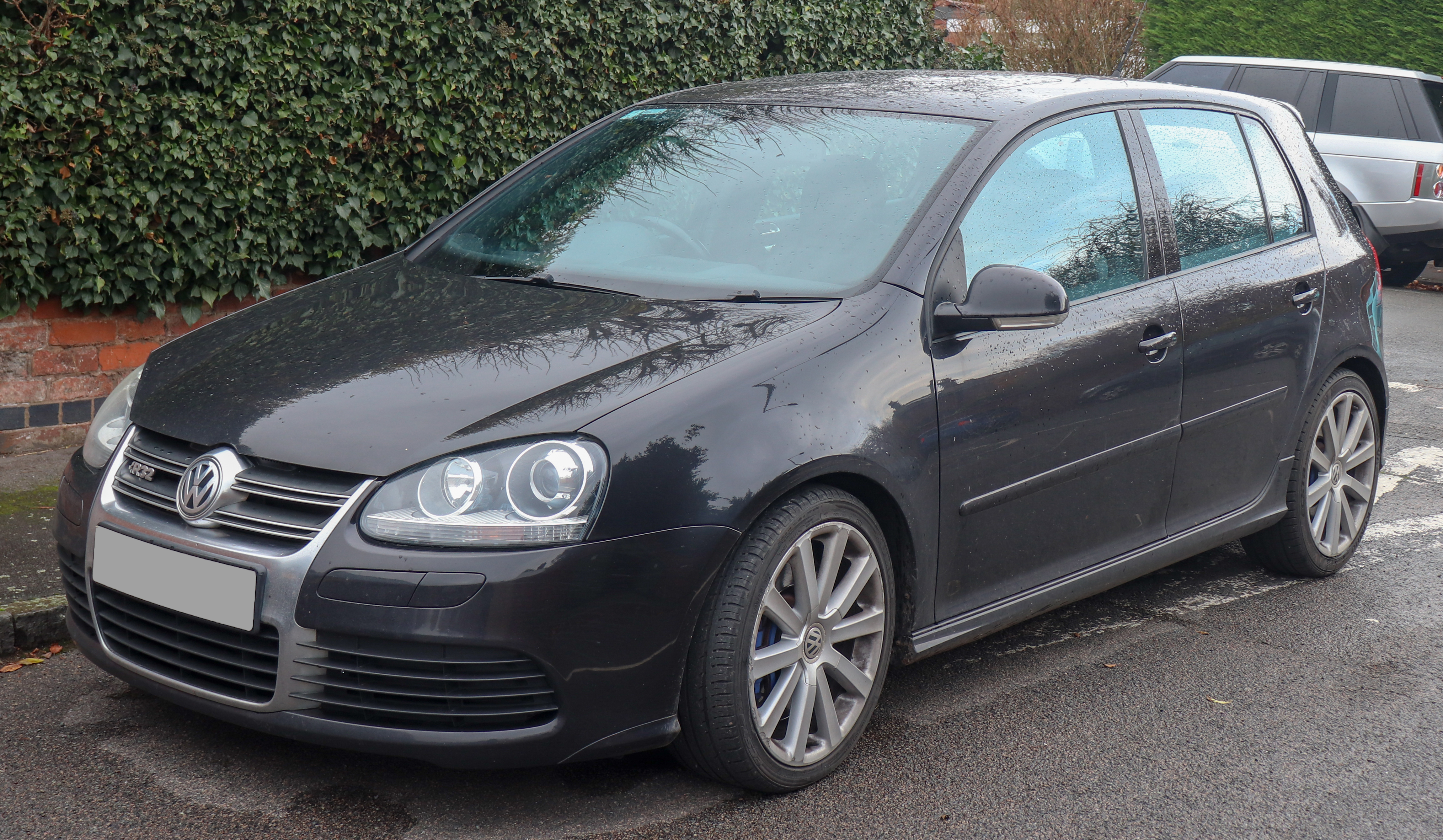
Volkswagen Golf V R32
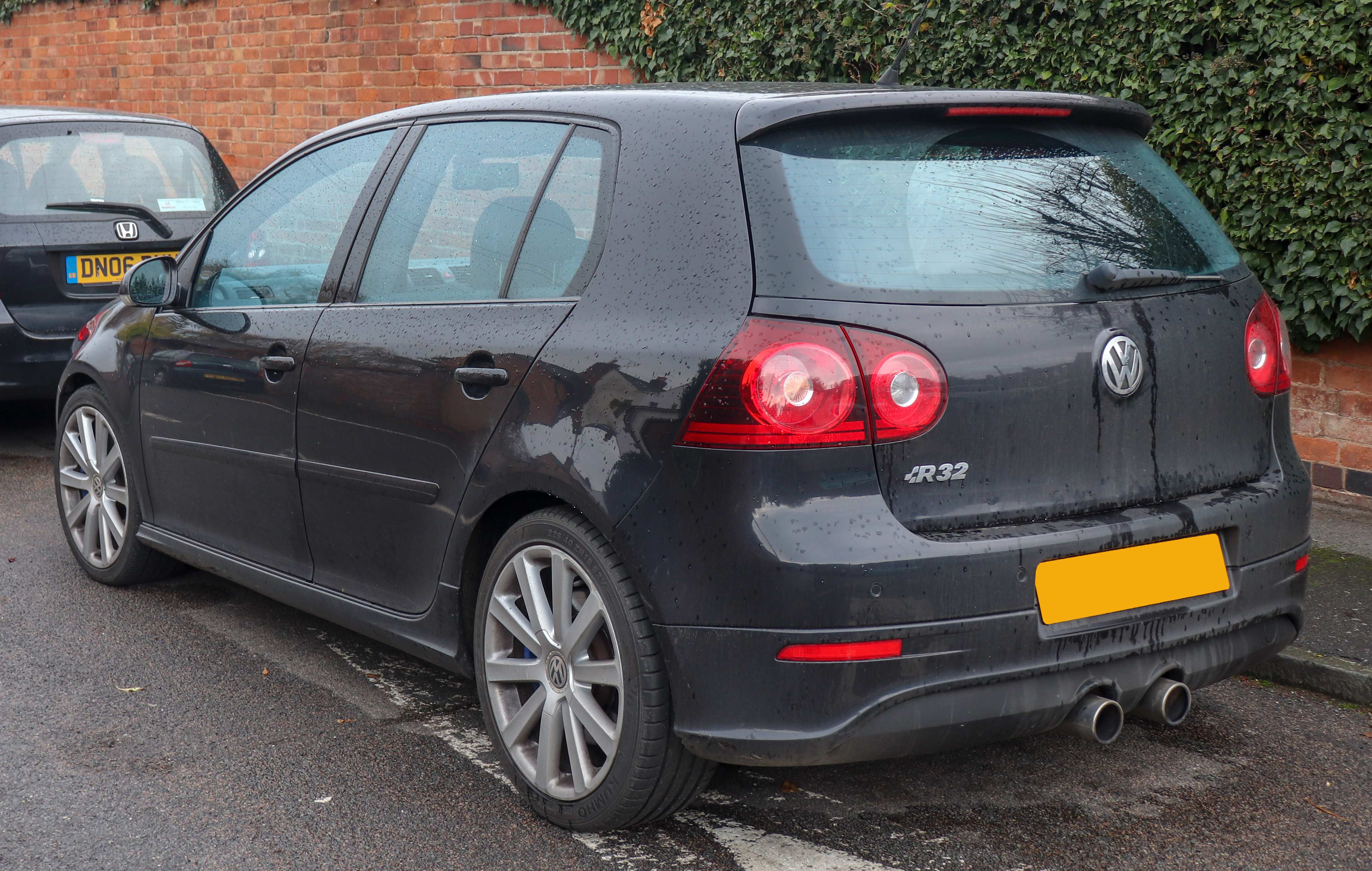
Volkswagen Golf V R32
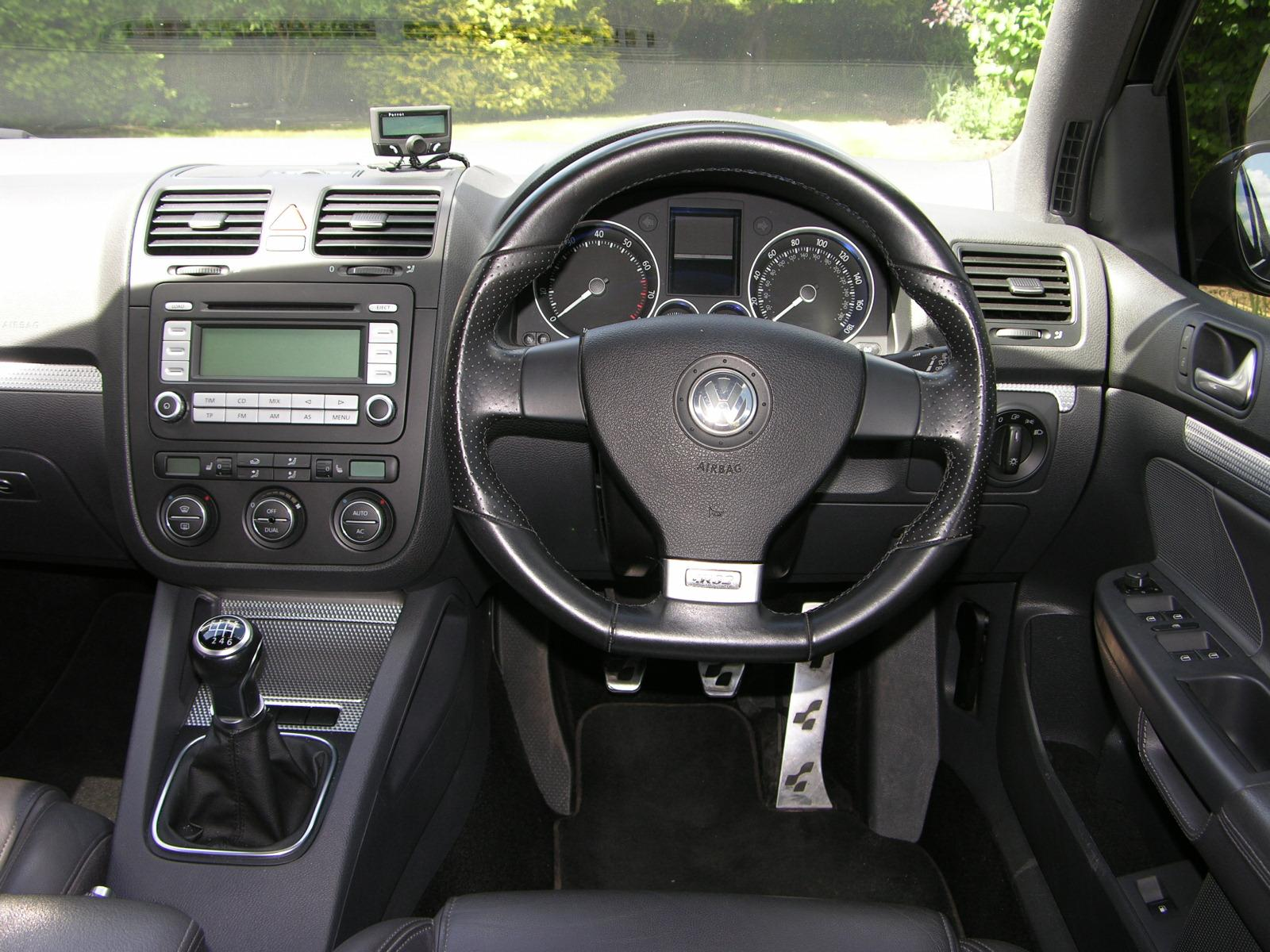
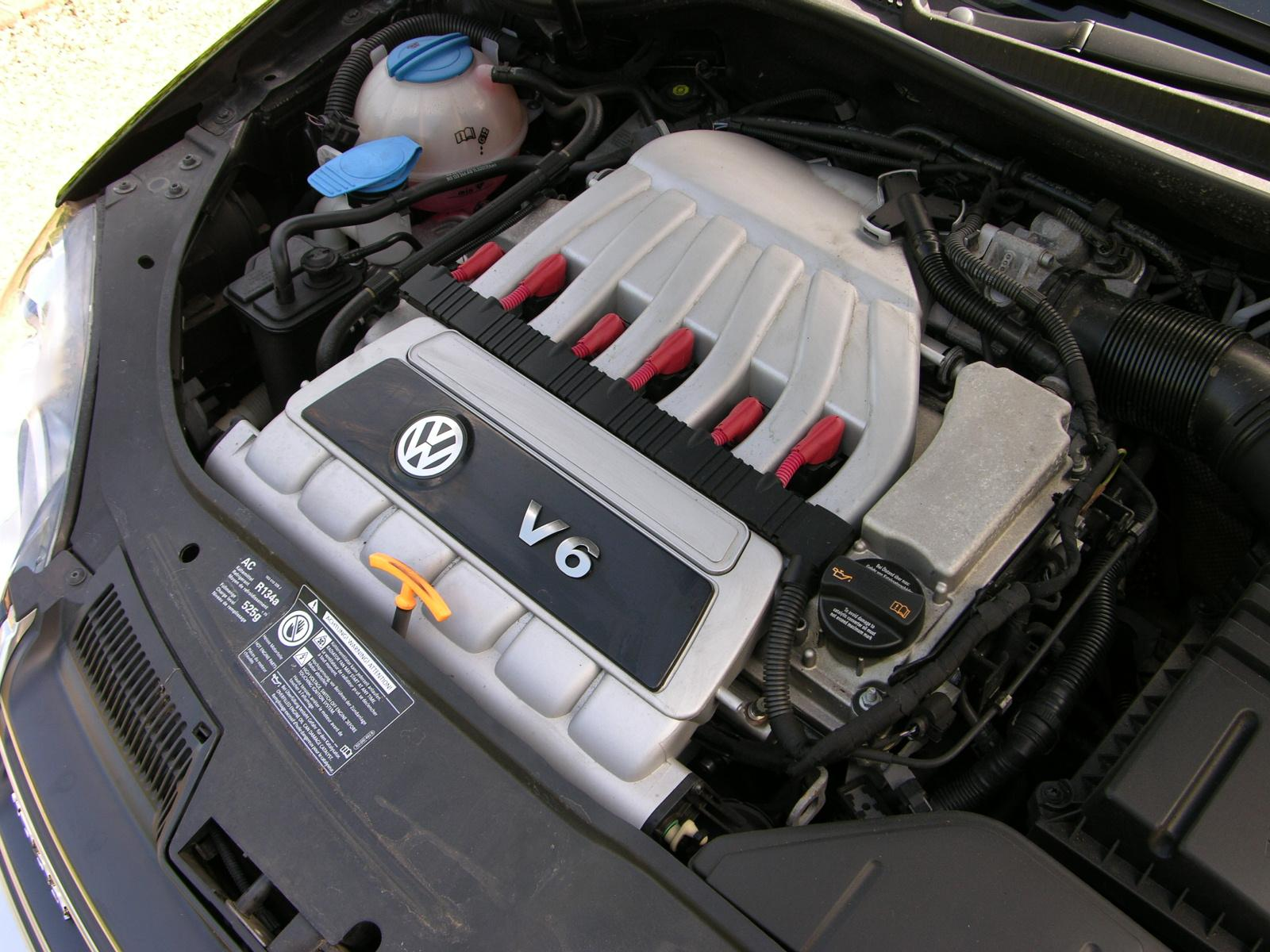
Двигун 3.2 V6

### Двигуни
- 3.2l BDB, BMJ, BUB, CBRA VR6 250 к.с. 320 Нм